# Мордашов Олексій Олександрович
 Олексій Олександрович Мордашов  (рос. Алексей Александрович Мордашов) — російський підприємець, Голова ради директорів, генеральний директор ПАТ «Северсталь», генеральний директор ЗАТ «Севергрупп», голова Ради директорів ПАТ Силовые машины, член Ради директорів Nordgold.
Олексію Мордашову належить 26 % німецької туристичної компанії TUI Group.
Володіючи особистим статком 17,5 млрд доларів, в 2017 зайняв 2-е місце в списку 200 найбагатших бізнесменів Росії за версією журналу Forbes.
Мордашов згадувався у Панамських документах і FinCEN: компанія, пов'язана з Мордашовим, оплачувала низку проєктів Путіна та щедро фінансувала його близьких соратників.

## Життєпис

### Ранні роки
Батьки Мордашова — росіяни, обидва були робітниками металургійного заводу. За словами Мордашова, його родина користувалася пільговими талонами, дозволяючи собі лише 200 г масла та 400 г ковбаси на місяць. Закінчив Ленінградський інженерно-економічний інститут (нині ЕНГЕКОН) зі ступенем бакалавра. 2001 року отримав ступінь магістра ділового адміністрування в Університеті Нортумбрії в Ньюкасл-апон-Тайн, Англія. У зверненні до студентів Європейського університету в Санкт-Петербурзі Мордашов розповів про рішення навчатися в Ленінграді, а не в Москві, і про те, яке значення зіграло навчання в бакалавраті для його пошуку роботи та подальшої кар'єри. Повернувшись до Череповця, почав кар'єру, прийшовши на той самий сталеливарний завод, де працювали його батьки.

## Санкції
Мордашов перебуває під санкціями через вторгнення Росії до України 2022 року. За даними ЄС, банк «Росія», співвласником якого є Мордашов, є «особистим банком» високопосадовців, які отримали вигоду від анексії Криму. Олексій Мордашов є підсанкційною особою багатьох країн світу.
28 грудня 2022 року доданий до санкційного списку Євросоюзу.
4 березня 2022 року доданий до санкційних списків Швейцарії.
25 березня 2022 року доданий до санкційного списку Японії. Влада Гонконгу відмовилася застосовувати санкції щодо яхти Nord, що належить Мордашову.
2 червня 2022 року доданий до санкційного списку США.
19 жовтня 2022 року доданий до санкційного списку України.